# Wygoda (powiat aleksandrowski)
Wygoda – wieś w Polsce położona w województwie kujawsko-pomorskim, w powiecie aleksandrowskim, w gminie Aleksandrów Kujawski.
| SIMC    | Nazwa  | Rodzaj      |
| ------- | ------ | ----------- |
| 0857670 | Wygoda | osada leśna |

W latach 1975–1998 miejscowość należała administracyjnie do województwa włocławskiego.
Wieś w sołectwie Nowy Ciechocinek – zobacz jednostki pomocnicze gminy Aleksandrów Kujawski w BIP.